# دراق
الدُّرَّاق أو الدُّراقِن في الشام، أو الخَوْخ في مصر ومناطق أخرى، أو الفِرْسِكُ، هي شجرة مثمرة تتبع جنس البرقوق (الذي يشمل معظم مجموعة اللوزيات) من الفصيلة الوردية. تُنتج هذه الشجرة ثمارًا عصارية صالحة للأكل ذات خصائص متنوعة، يُطلق عليها في الغالب اسم الخوخ، بينما يُطلق على الأنواع ذات القشرة اللامعة غير الزغبية اسم النكتارين. الخوخ والنكتارين كلاهما من نفس النوع، على الرغم من أنهما يُعتبران تجاريًا ثمارًا مختلفة.
شجرة الخوخ قصيرة العمر نسبيًا، وعادةً لا يتجاوز عمرها عشرين عامًا. ومع ذلك، تُعتبر ثمرة الخوخ رمزًا لطول العمر في العديد من ثقافات شرق آسيا. يحظى الخوخ بشعبية كبيرة؛ فقط التفاح والكمثرى يتفوقان في إنتاج فاكهة المناطق المعتدلة. في عام ٢٠٢٣، أنتجت الصين ٦٥٪ من إجمالي إنتاج الخوخ والنكتارين العالمي. أما الدول الرائدة الأخرى، مثل إسبانيا وتركيا وإيطاليا والولايات المتحدة وإيران، فتتخلف كثيرًا عن الصين، حيث لا يتجاوز إنتاج أي منها ٥٪ من إجمالي الإنتاج العالمي.

## التسمية
ومن أسمائه: الدُّرَاقِن أو الدُّرَّاقن أو الفِرْسِك أو الشّعراء أو تفاح الدب أو تفاح فارسي أو دراقي أو الكَرَك أو الزَّعراء أو الزغباء. ورد في المعجم الوسيط «الدُّراقِنُ : الخَوْخُ (في لغة أهل الشام)». ويُعرف باسم "البرقوق الفارسي". وقد أطلق عليه الرومان اسم "التفاح الفارسي"، بينما وصفه الإغريق بـ"شراب الآلهة" لمذاقه الفريد.

## المحتويات
يحتوي الدراق على:
- 85% من وزنها ماء.
- 5 غرام سكر.
- 1 غرام نشويات.
- نصف مليغرام حديد ونصف غرام بروتين ودهون.
- فسفور، كبريت، ونسبة عالية من الفيتامينات.

| 100 غرام من الخوخ تحوي: |         |      |       |          |         |          |            |
| سعرة                    | جول     | ماء  | دهن   | كاليوم   | كالسيوم | مغنيزيوم | فيتامين سي |
| 41                      | 170-176 | 87 غ | 0,1 غ | 205 مل غ | 8 مل غ  | 9 مل غ   | 10 مل غ    |

مصدر: 

## الوصف النباتي
الشجرة صغيرة إلى متوسطة الحجم قد يصل ارتفاعها إلى أربعة أمتار. تزهر في فصل الربيع أزهارها وردية اللون. الثمرة عبارة عن حسلة.

## لمحة تاريخية

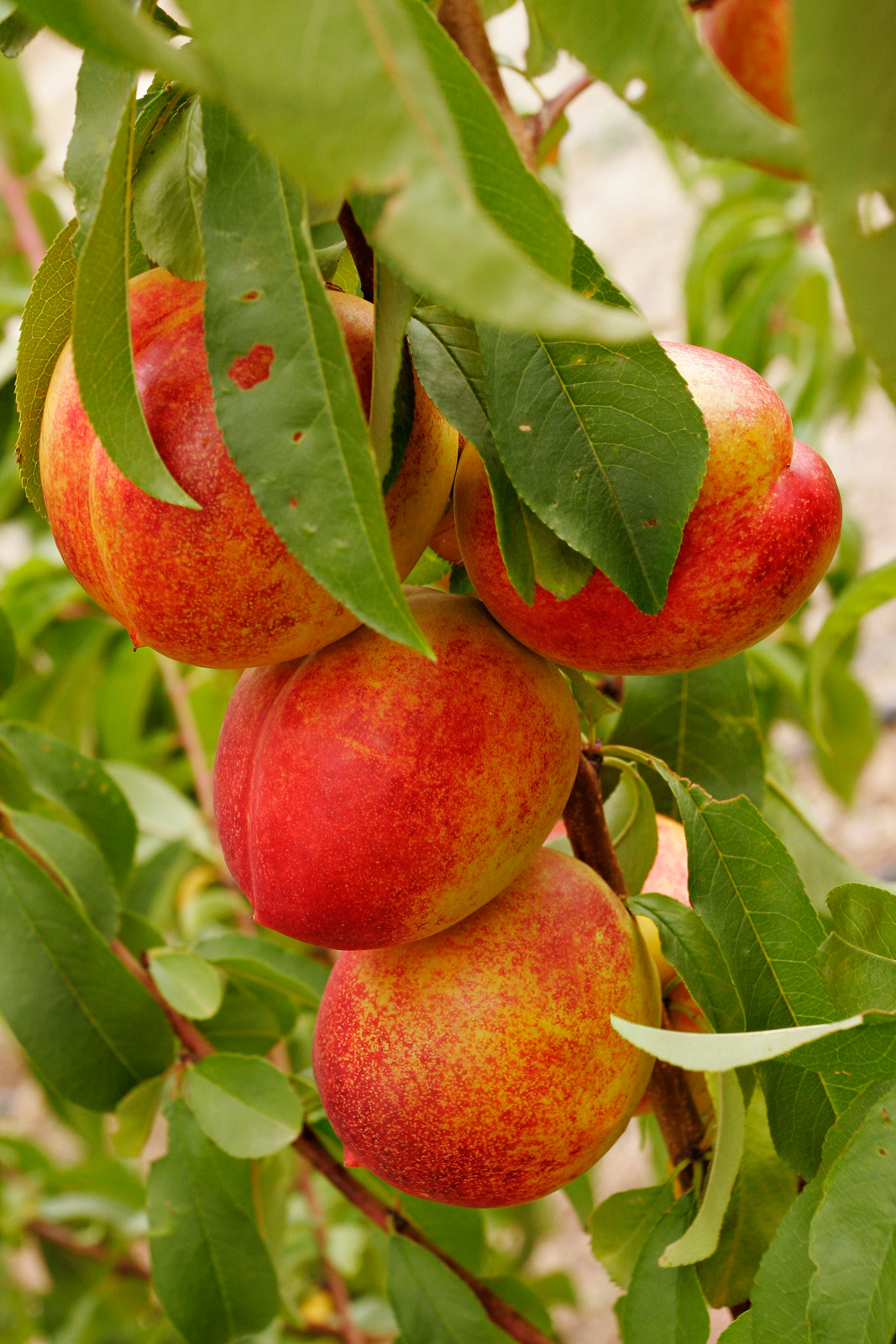
فاكهة النكتارين

ترجع أصول الخوخ إلى الصين، حيث وُجدت آثار له تعود إلى أكثر من 8 آلاف عام. ومن هناك، انتقل إلى الشرق الأوسط والهند ثم إلى أوروبا. ويُرجّح أن المستوطنين الإسبان هم من جلبوا الخوخ إلى أميركا خلال القرن السادس عشر. ويُعتقد أن النكتارين نشأ أيضًا في الصين قبل آلاف السنين. واليوم، تنمو زراعة هاتين الفاكهتين في المناخات الدافئة في نصفي الكرة الأرضية.
زرعت شجرة الدُّراق في دمشق قبل ما يزيد على 2500 سنة وعرفت من ثمار دمشق وفاكهتها، وعرفها الإسكندر المقدوني في دمشق وبعد أن قدمت له وأعجب بهذه الفاكهة التي لم يعرفها سابقاً طلب أن تؤخذ إلى روما لزراعتها.

## الموئل ومناطق الانتشار
يزرع النبات في مناطق حوض البحر المتوسط مثل بلاد الشام والمغرب العربي وإسبانيا وإيطاليا. كما ينتشر في جنوب غرب أمريكا الشمالية وجنوب شرقها والجنوبية مثل تشيلي. وجنوب غرب إفريقيا وجنوب أفريقيا.

## الإنتاج
الدُّراق فاكهة صيفية. وتُعد الصين أكبر منتج عالمي لهذه الفاكهة، إذ تُنتج نحو 69% من مجمل الإنتاج العالمي، لكنها تستهلك الجزء الأكبر محليًا، بل وتستورد أيضًا لتلبية الطلب المتزايد، وفقًا لبيانات وزارة الزراعة الأميركية.
يشهد إنتاج الخوخ والنكتارين نموًا متواصلًا عالميًا، وتتصدر الصين المشهد، تليها إسبانيا وإيطاليا والولايات المتحدة. ووفقًا لبيانات هيئة الخدمات الزراعية الخارجية التابعة لوزارة الزراعة الأميركية، فإن أكبر 10 دول منتجة في موسم 2024-2025 هي:
- الصين: 17.6 مليون طن متري (69%)
- دول الاتحاد الأوروبي: 3.63 ملايين طن متري (14%)
- تركيا: 1.2 مليون طن متري (5%)
- الولايات المتحدة: 668 ألفا و680 طنًا متريًا (3%)
- إيران: 577 ألفا و300 طن متري (2%)
- المكسيك: 238 ألف طن متري
- أوزبكستان: 212 ألف طن متري
- البرازيل: 208 آلاف و800 طن متري
- جنوب أفريقيا: 201 ألف و300 طن متري
- تشيلي: 174 ألف طن متري.

أكبر 10 دول مصدرة للخوخ والنكتارين في العالم ، ويُعد الأردن الدولة العربية الأبرز في هذا المجال، حيث يحتل المرتبة 13 عالميًا في حجم الإنتاج، ويقود قائمة الدول العربية المصدرة. ووفق بيانات البنك الدولي لعام 2023 :
- إسبانيا: 949.63 مليون دولار
- تركيا: 202.6 مليون دولار
- تشيلي: 164.7 مليون دولار
- الولايات المتحدة: 145.6 مليون دولار
- إيطاليا: 127.6 مليون دولار
- اليونان: 101 مليون دولار
- الأردن: 90.3 مليون دولار
- الصين: 77.3 مليون دولار
- أوزبكستان: 71.7 مليون دولار
- فرنسا: 65.8 مليون دولار.

### الزلّيق (النكتارين)

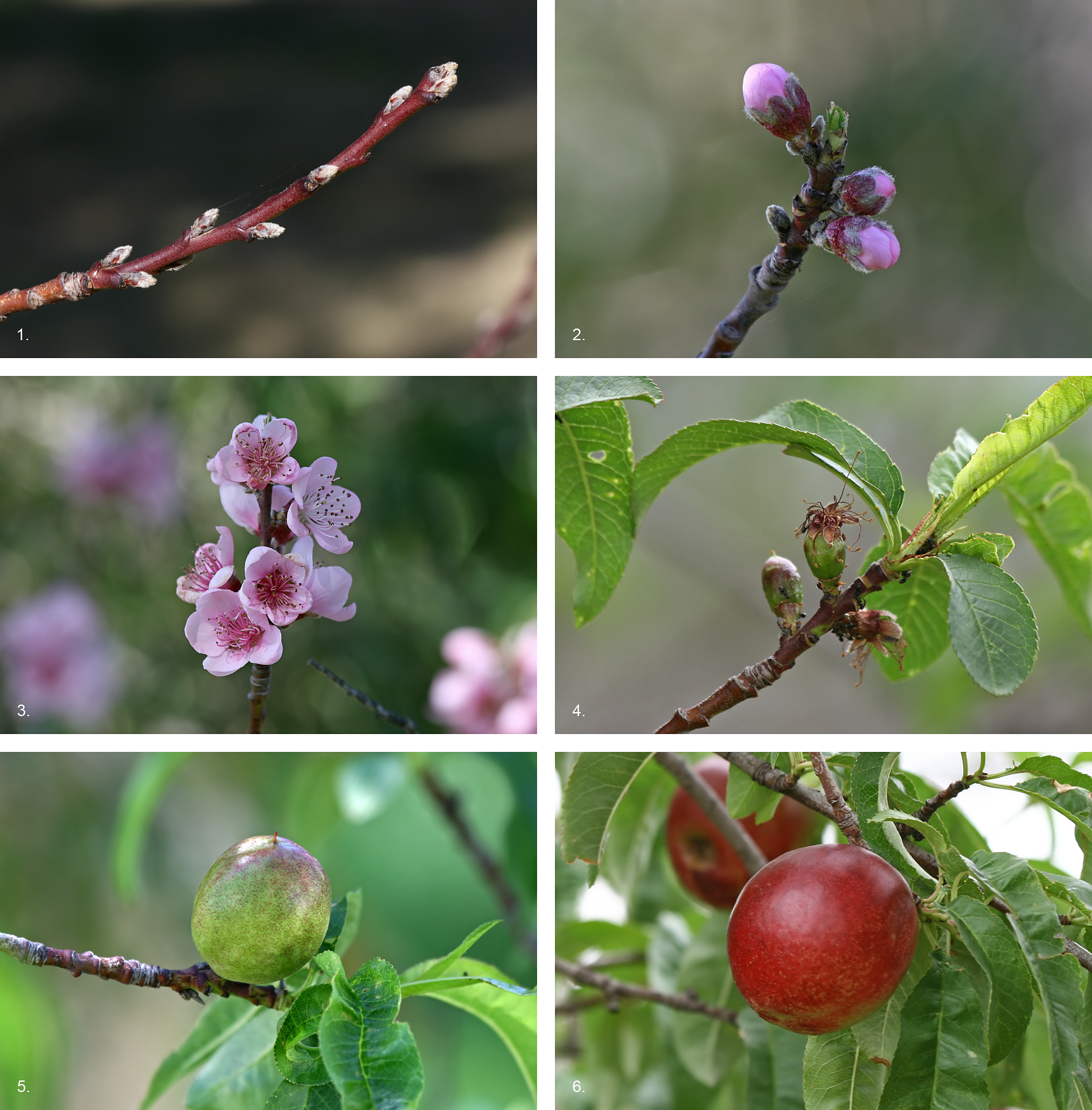
التطور التدريجي لفاكهة النكتارين لمدة ½7 أشهر من بداية الشتاء إلى أواسط الصيف (أنظر إلى صورة الصفحة لمعلومات إضافية)

#### الأمراض والحشرات والمشاكل
تعاني أشجار الدراق كغيرها من اللوزيات من آفة حفار ساق اللوزيات.
أما بالنسبة للثمار فتعاني من:
- إصابات حشرية
- العفن (الخارجي، عفن البذرة، عفن العنق)
- عيوب القشرة والتلوين، وجود الأتربة، الشقوق في جسم الثمرة سواء كانت الشقوق صغيرة أو كبيرة
- أضرار التبريد والتجميد

### تخزين الثمار
درجة الحرارة المثالية من 1 إلى 3 درجة مئوية والرطوبة من 85 % إلى 95 %.

## الفوائد

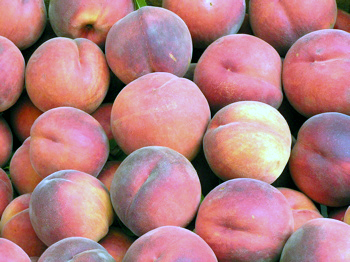
محصول الدراق

- من يتناولون الدراق يدركون فوائده في تخفيف الإمساك لأنه يتضمن كمية عالية من الألياف.
- يحمي أيضاً من أمراض القلب ويخفف كمية الكولستيرول وتمنع أكسدة الـldl.
- يساعد على تنشيط المعدة ويساعد على الهضم.
- يساعد على إزالة حصى المثانة والبول الدموي.
- كشفت دراسة أميركية أن تناول 10 إلى 12 حبة من الخوخ كل يوم قد يمنع عملية ترقق العظم المسبب من الانخفاض في كمية الإستروجين.[بحاجة لمصدر]
- يحتوي الدراق على عنصر البورون الذي يساعد الجسم على امتصاص الكالسيوم للمحافظة على قوة العظام.[بحاجة لمصدر]
- يحمي من أمراض القلب.
- يمنع ارتفاع ضغط الدم.
- يعالج السعال الديكي و الربو .
- يفيد من يعانون من حصى الكلى و التهابات المثانة.
- يساعد في تحسين صحة الجلد ويضيف اللون على البشرة.
- يساعد في إزالة الديدان من الامعاء.
- تستعمل زهوره و أوراقه كمسكن.

[بحاجة لمصدر]

### فوائد الدراق للرؤية
يحتور الدراق على مضادات للأكسدة مثل بيتا كاروتين والسيلينيوم. يعطي الدراق لونه البرتقالي الذهبي وعندما يتم تناوله، يحوله الجسم إلى فيتامين أ والذي هو مفتاح الرؤية الصحيحة. كما أنه يساعد في تقوية جهاز المناعة والحفاظ على فعاليته.

### فوائد الدراق في الحفاظ على الوزن
يحتوي الدراق على أقل من 60 سعرة حرارية، ولا يحتوي على دهون مشبعة أو كوليسترول أو صوديوم، وأكثر من 85% من الدراق عبارة عن ماء. بالإضافة إلى ذلك، فإن الأطعمة الغنية بالألياف تعطي إحساساً بالشبع عند تناولها، مما يخفف من الشعور بالجوع وبالتالي المساهمة في الحفاظ على الوزن. 

### فوائد الدراق بالنسبة لعملية الهضم
حبة الدراق متوسطة الحجم يمكن أن تعطي الجسم حوالي6% إلى 9% من الألياف التي يحتاجها يوميا. ما يساعد في صحة الجهاز الهضمي وتنظيم عمله وتنظيم حركة الأمعاء. بالإضافة إلى ذلك فالأطعمة الغنية بالألياف يمكن أن تحمي من المشاكل الصحية مثل مرض السكري وأمراض القلب وسرطان الكولون والمستقيم.

### فوائد الدراق لجهاز المناعة
يحتوي ثمرة الدراق متوسطة الحجم على حوالي 11% من حاجة الجسم إلى فيتامين C. وبالتالي تساعد على الحفاظ على قوة الجهاز المناعي. وتساعد على التئام الجروح. كما تسهم في التخلص من الجذور الحرة التي يمكن أن تلحق الضرر بالخلايا.

## معرض الصور

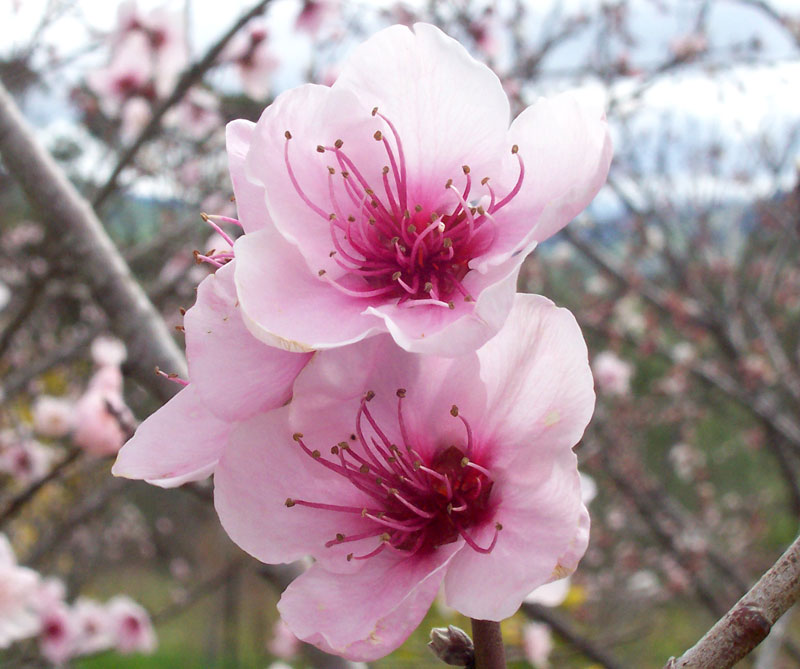
زهرة الدراق
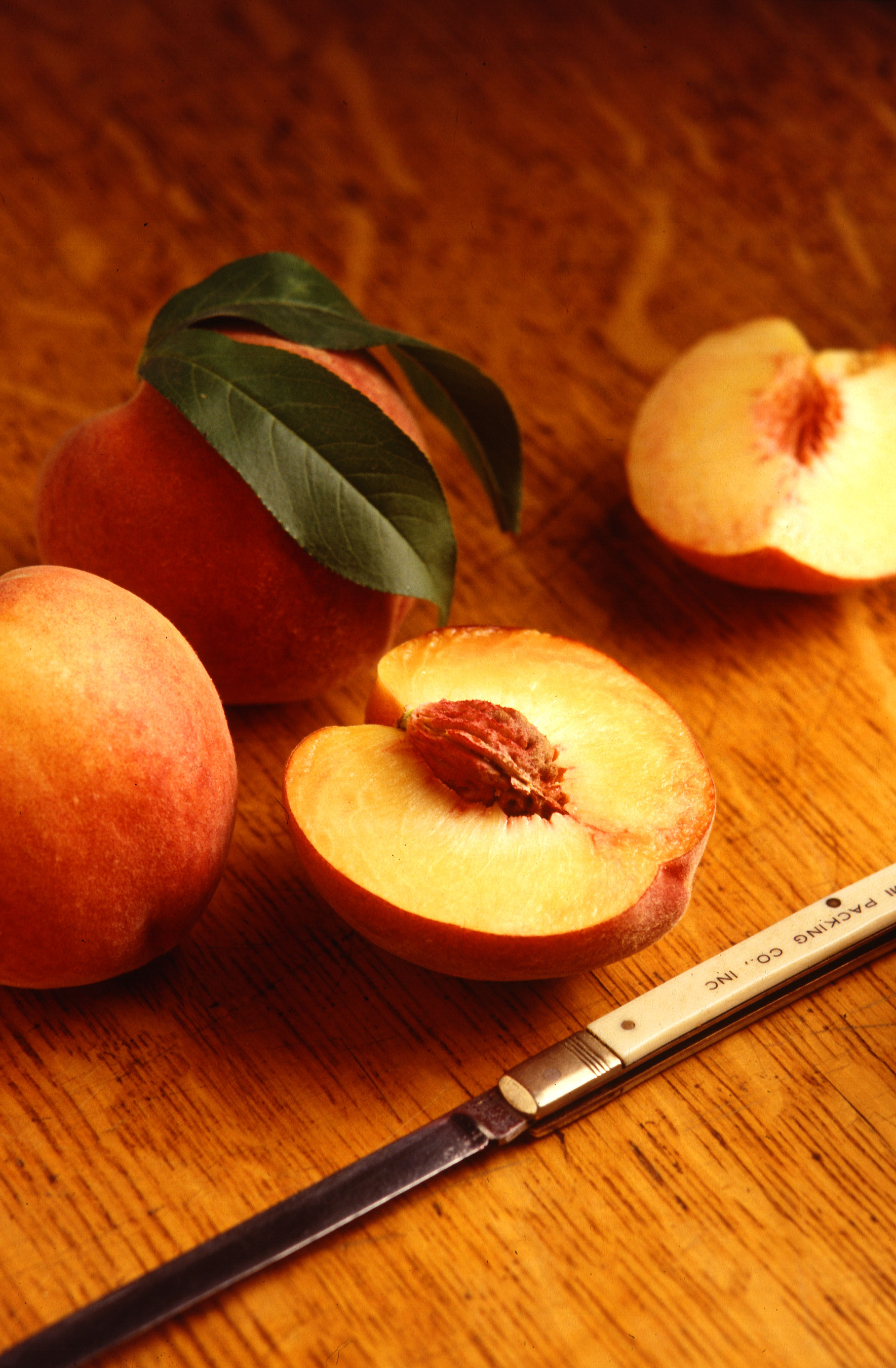
دراق مقطع
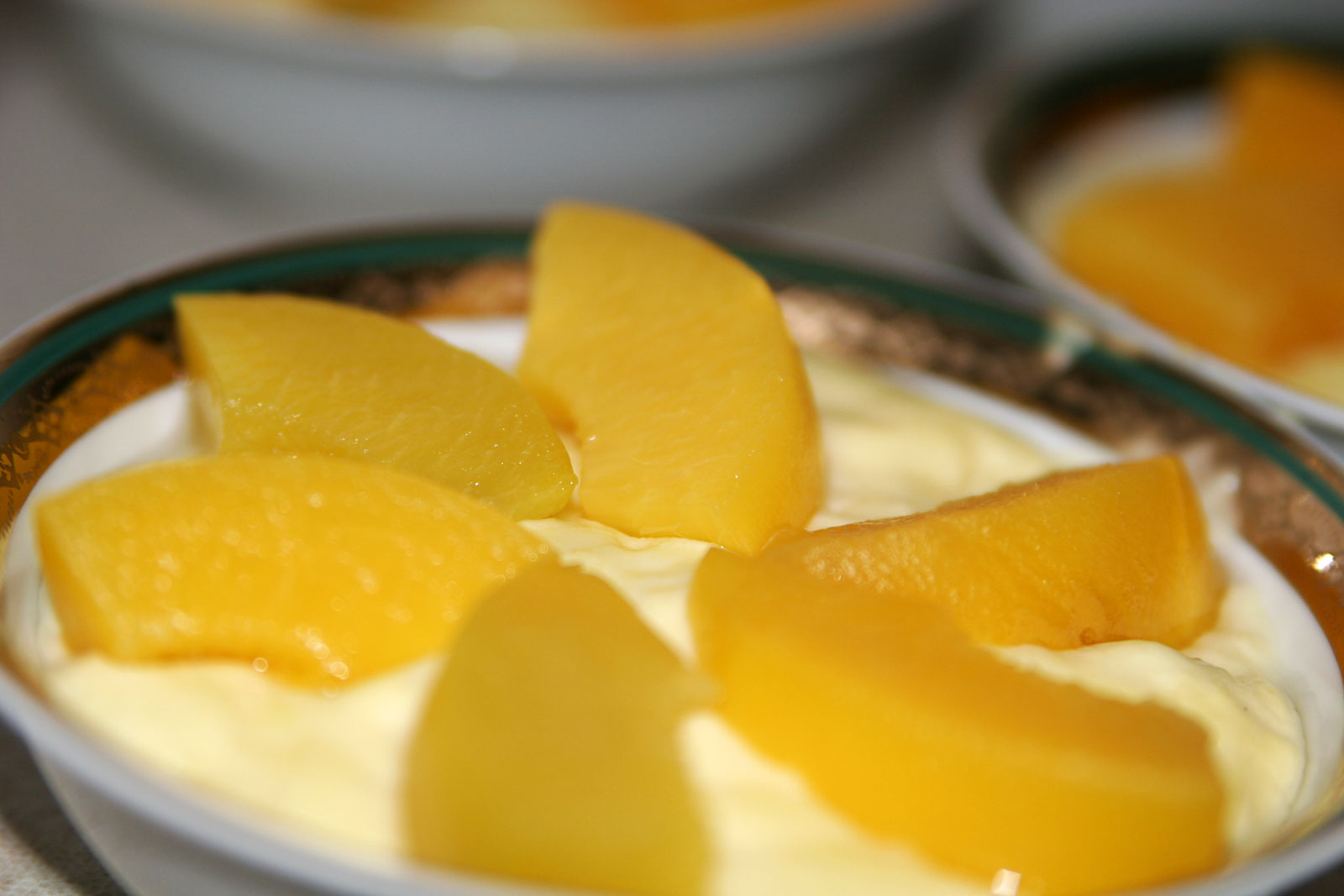
حلوى من الدراق
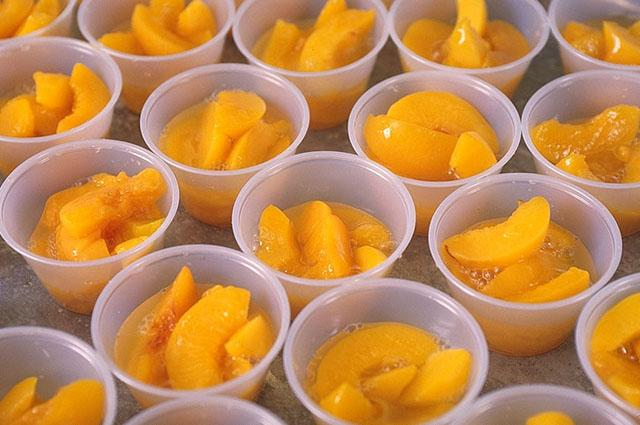
شراب الدراق المحلّى

## وصلات خارجية
- المركز الوطني لحفظ الأغذية المنزلية - الدراق المجمد